# Coma Berenices
Coma Berenices o la Cabellera de Berenice es una constelación situada cerca y al oeste de Leo. 
Es una constelación poco destacada, reconocible por tres estrellas que forman un ángulo recto, α Com, β Com y γ Com.

## Nombre
Berenice era la esposa del rey de Egipto Ptolomeo III Evergetes (el Bienhechor), de la dinastía ptolemaica. Cuando Ptolomeo subió al trono, su primera misión consistió en ir a Siria para luchar contra el rey Seleuco II y vengar el asesinato de su hermana y de su sobrino (que era el heredero al trono de esta región de Asia). Combatió largamente y obtuvo muchas victorias, pero en su ausencia, su esposa Berenice languidecía y estaba llena de temores por la vida de su esposo. En su desconsuelo, un día fue al templo de Afrodita y allí juró ante la diosa que sacrificaría para ella su hermosa cabellera (que era la admiración de todos cuantos la conocían), en el caso en que Evergetes regresara vivo y vencedor. Así fue, y ese mismo día, el día de su regreso,  Berenice cumplió su promesa.
Pero por la noche alguien llegó hasta el templo y robó la cabellera. Se rumoreó que lo hizo un sacerdote del templo de Serapis, dios egipcio, indignado por el hecho de que la reina hiciera un sacrificio a una deidad griega. La desesperación de Berenice y el furor de Ptolomeo ante el hecho del hurto fueron grandes. Pero ante ellos llegó el astrónomo Conón de Samos para calmarlos. Su ciencia era muy venerada; había escrito siete libros sobre astronomía y todo el mundo conocía su gran amistad con el famoso Arquímedes de Siracusa. Conón mostró a los reyes una agrupación de estrellas, y les contó que esa agrupación acababa de aparecer en el firmamento y que sin duda se trataba de la cabellera de Berenice, que había sido transportada allí por la diosa Afrodita, a quien se le había ofrecido. Después, el sabio Conón dibujó una larga melena de estrellas en el globo celeste del Museo de Alejandría. 
El poeta y gramático griego, Calímaco de Cirene, que había sido bibliotecario durante muchos años, inmortalizó a la reina Berenice y su magnífica cabellera en una elegía. He aquí uno de sus fragmentos:
Estaba yo recién cortada y mis hermanas me lloraban cuando, de pronto, con un rápido batir de alas, el dulce soplo del céfiro me lleva a través de las nubes del éter y me deposita en el venerable seno de la divina noche Cypris. Y a fin de que yo, la hermosa melena de Berenice, apareciese fija en el cielo brillando para los humanos en medio de innumerables astros, Cypris me colocó, como nueva estrella, en el antiguo coro de los astros.
A raíz de esta historia se cambió el nombre de la constelación de "Coma" a "Coma Berenice", al igual que su representación. En un inicio se representaba como una mujer y un niño en brazos (representación en el zodiaco de Dendera 2000 AC), pero después pasó a representarse como una cabellera, aprovechando el parecido de "Coma" con la palabra griega para cabello "Come".

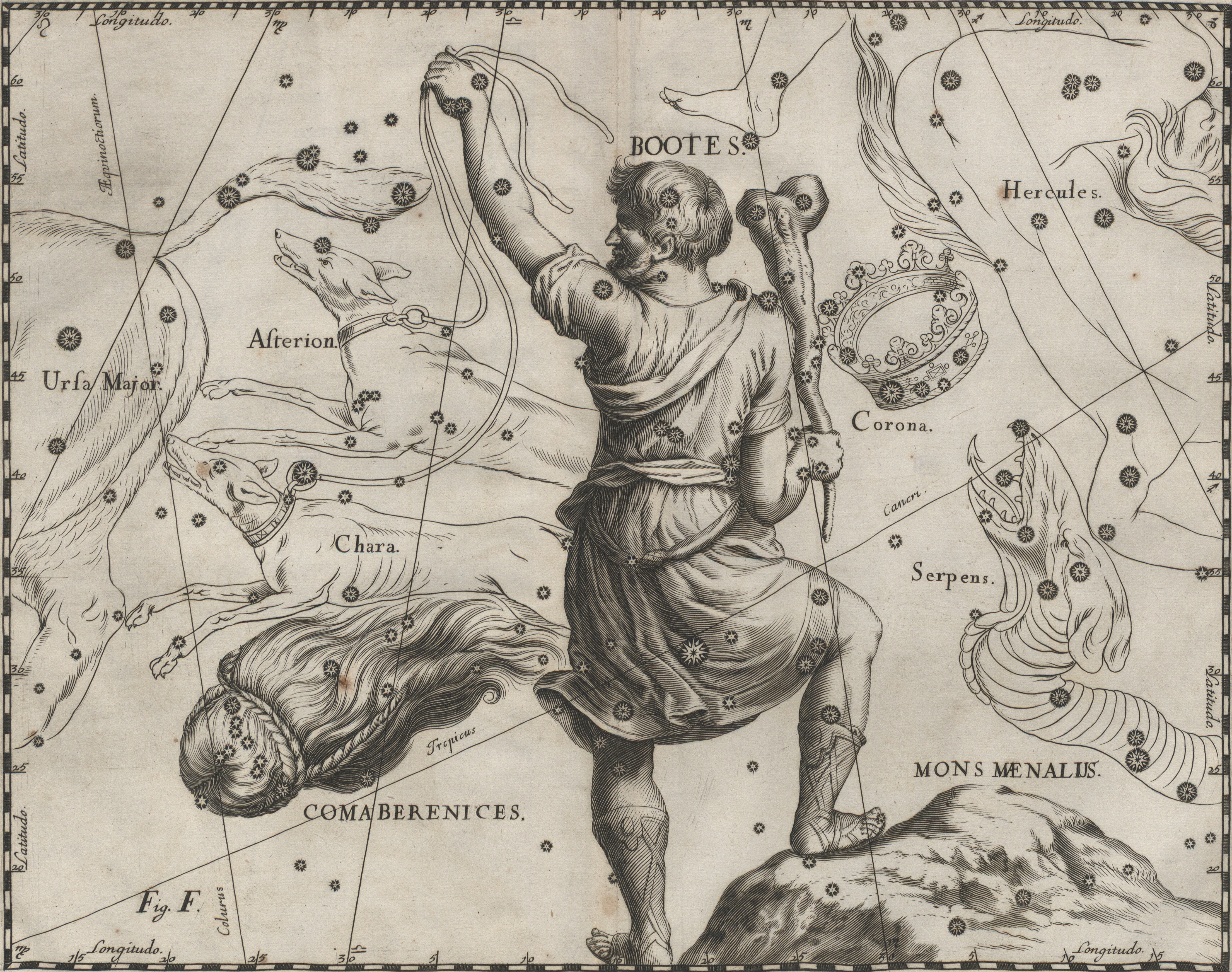
Imagen de las constelaciones de Bootes y Coma Berenices.

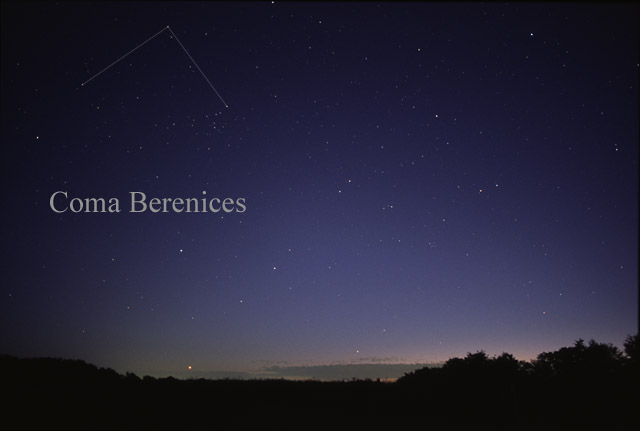
Constelación de Coma Berenices.

## Observación
A pesar de sus 386 grados cuadrados, la Cabellera de Berenice (Coma Berenices) es una constelación nada vistosa a simple vista. Las constelaciones vecinas son: al oeste el León (Leo); al norte, Los Perros de Caza o Lebreles (Canes Venatici); al este el Boyero (Bootes) y al sur, la Virgen (Virgo), las cuales servirán de referencia para su localización, o bien encontrar la región comprendida entre α Canun Venaticorum (α de los Perros de Caza o Cor Caroli), β Leonis (Denébola), ε Virginis (Vindemiatrix o Almuredin) y α Bootis (Arturo). La Cabellera de Berenice está situada entre 11h55m y 13h35m de ascensión recta y entre +14° y +34° de declinación. Una vez localizada esta región del cielo, hay que tratar de reconocer el triángulo rectángulo isósceles formado por tres de las más brillantes estrellas, aunque solo sean de la cuarta magnitud: α o 42 Com, β o 43 Com y γ o 15 Com. Como hemos mencionado anteriormente, la constelación no contiene ningún objeto vistoso, a pesar de la fuerza del mito y la alusión histórica de Eratóstenes, y no fue hasta el año 1602, cuando el gran  Tycho Brahe le dio un lugar en el cielo. La mejor forma de poder apreciar sus escasos atractivos, es observándola con unos prismáticos de gran campo adaptados para la visión nocturna o con telescopios de al menos 14 cm de abertura y oculares de pequeños aumentos.
En adelante las cantidades que figuran entre paréntesis (1254+1655) se refieren las cuatro primeras cifras a las horas y minutos de ascensión recta y las restantes a grados y minutos de declinación. El signo + por estar situada en el hemisferio norte. Todas estas cantidades se refieren a J2000.0.
Aglomeración Estelar de la Cabellera. Este cúmulo abierto muy extenso sobre unos 5° de diámetro no tiene un nombre especial en ningún catálogo. A veces, sin embargo  se le conoce con el nombre de "Mel 111" en alusión a la lista de 250 cúmulos abiertos, que recopiló en 1915 Philibert Jacques Melotte (1880-1961). Esta agrupación comprende más de 40 estrellas bastante débiles, varias de ellas observables a simple vista que tienen magnitud 5 y que se las conoce como 12 Com (4m75), 13 Com (5m17), 14 Com (4m93), 16 Com (4m99) y 21 Com (5m45). El cúmulo dista de la Tierra unos 255 a. l., siendo uno de los más próximos a nosotros después de los de la Osa Mayor y las Híades. Se trata  al mismo tiempo de una corriente de estrellas, que se mueve con respecto al Sol con una velocidad de unos 8 km/s en dirección a la constelación de la Vela. Este se encuentra entre las estrellas α Canum Venaticorum (Cor Caroli) y β Leonis (Denébola). Los espectros de las estrellas que componen el cúmulo van desde la clase A hasta los tipos K y M. Con telescopio, aparte del cúmulo citado, se puede percibir un elevado número de galaxias entre las más luminosas de las que pueblan prácticamente toda la constelación, especialmente en el ángulo sur occidental y también en la vecina constelación de la Virgen.

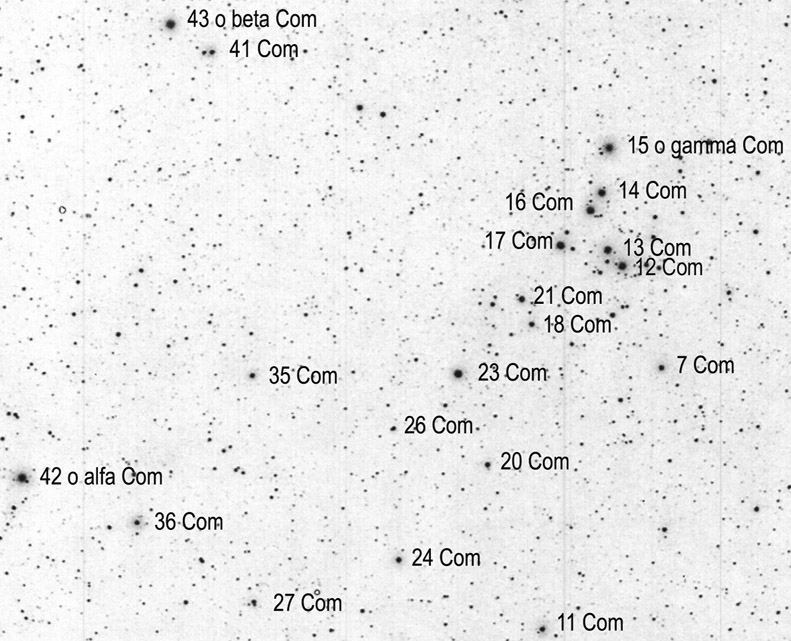
Parte de la constelación de Coma Berenices, fotografiada desde Badajoz en 1964.

A 24m al sur de la estrella 31 Com, es decir en α=12h51s y  δ=+27°7′ se proyecta el Polo Norte de la Galaxia, y alrededor de ese punto todas las fuentes exteriores a ella, parecen girar en sentido contrario a la rotación efectiva de nuestro sistema sideral y que como sabemos, por la posición del Sol, realiza un giro completo en aproximadamente 250 millones de años, es el llamado "año cósmico". En este punto la mirada está centrada lejos de la Vía Láctea, la interferencia debida al gas y polvo de nuestra galaxia es prácticamente nulo, lo que hace que sean visibles muchas galaxias.
β Com o 43 Com (1312+2753) La estrella más luminosa de la constelación es de 4,25 magnitud, tipo espectral G0V y está a 8,3 pársec de distancia del  Sol, alejándose de nosotros a razón de 6 km/s.
α Com, 42 Com o Diadem (1310+1732) La segunda estrella más luminosa con una magnitud de 4,32, aunque en realidad es una estrella triple, donde las componentes A y B son de 5,05 y 5,08 magnitudes y están tan cerca una de otra que con instrumentos pequeños es imposible separarlas, son de clase espectral F5 y gira una alrededor de la otra en 25,87 años. La componente C está a 110" de la principal A, con una magnitud 10,1.
15 Com o γ Com (1227+2816), estrella de tipo espectral K1 y de 4,35 magnitud, color amarillo-anaranjado se encuentra a 35 pársecs de distancia y se aleja a razón de 4 km/s. Además, podemos encontrar 35 estrellas que brillan con magnitudes comprendidas entre la 4,74 de 11 Com hasta la 6,56 de 28 Com.
KR Comae Berenices (1320+1746), sistema estelar compuesto por una binaria de contacto y una tercera estrella exterior que se mueve en una órbita muy excéntrica.
LW Comae Berenices (1249+2450), análogo solar de magnitud 6,31 situada a 17,7 pársecs.
Coma Berenices cuenta con algunas estrellas dobles que se pueden resolver fácilmente. 
2 Com (1004+2128) Doble de magnitudes 5,9 y 7,4 separadas 3"7 de colores amarillo y verde intenso y un ángulo de posición de 237°. Es un par de extraordinaria belleza, que necesita para su observación emplear oculares de fuerte aumento. Dista 56 pársec y se aleja a razón de 5 km/s.
6 Com es una estrella blanca de magnitud 5,09. 
11 Com (1221+1748) es difícil de separar con instrumentos pequeños, ya que sus componentes son de 4,7 y 12,7 magnitudes y separadas entre sí 9"1. Ambas son de clase K0.
12 Com (1223+2551) es un sistema triple, las componentes AB son de magnitudes 4,8 y 11,8 separadas 35" de colores blanco y amarillo, para poderlas separar se necesitan telescopios mayores de 1 dm de abertura. La componente C es de 8,3 magnitud y de color blanco, separada 65"2 de la componente A. El conjunto está a 27  pársec de distancia y se aleja a razón de 1 km/s.
17 Com (1229+2555) es otro sistema triple cuyas componentes AB están separadas por 145"2, de color blanco ambas y magnitudes 5,3 y 6,6 que se pueden separar con prismáticos. La componente C está muy próxima a la B, tan sólo 1"8 de distancia y 14,6 magnitud. Distan 22 pársec, que se reduce a razón de 3 km/s.
24 Com (1235+1823) es un sistema muy atractivo, compuesto por dos estrellas separadas 20"3 y de magnitudes 5,2 y 6,7, clase espectral K0 y A3, coloración anaranjada y azul respectivamente, que se pueden separar con unos prismáticos un poco potentes. La menos luminosa es a su vez una binaria espectroscópica con un periodo de 7d3366; los tres astros se encuentran a una distancia de 110  pársec  que se incrementa a razón de 4,1 km/s.
Σ1685 (1252+1910) es un par blanco amarillo-verdoso de magnitudes 7,3 y 7,9 separadas 16"0 y un ángulo de posición 202°. Es fácil separar con unos prismáticos algo potentes.
32 y 33 Com (1252+1704) sistema visible con prismáticos; son dos estrellas de 6,3 y 6,7 magnitudes, tipo espectrales F5 y F8, una roja y otra amarillo-verdoso separadas 95"2. En realidad este sistema es triple, ya que a 897"2 se encuentra una tercera de magnitud 8,7 situada en un ángulo de posición de 262° de la principal.
36 Comae Berenices (1258+1724), gigante roja de magnitud 4,77.
41 Comae Berenices, gigante naranja de magnitud 4,80.
CC Com, binaria de contacto de magnitud 11,30.
EK Com, binaria eclipsante de magnitud media 12,02.
FS Comae Berenices (40 Comae Berenices), gigante roja y variable semirregular de magnitud media 5,61.

## Estrellas binarias visuales
Tenemos a la ya citada α Com o 42 Com (1310+1731) con un periodo de 25,87 años. En 1827 se efectuó la primera medición y H. Haffner publicó sus elementos en Astronomische Nachrichten en 1948. Es un par muy cerrado y solo asequible a grandes instrumentos. 
Σ 1639 (1224+2535) es otro par binario de magnitudes 6,76 y 7,79 y un periodo muy largo de 678 años. Ramón María Aller publicó sus elementos en 1951 en Urania, habiéndose realizado la primera medición en 1836, y la tercera que citamos es 35 Com o Σ 1687 (1253+2114) de magnitudes 5,06 y 7,23 lo que nos hace verla con una magnitud combinada de 4,92; también es un par de largo periodo, 510 años. La primera medición se realizó en 1829 y W. D. Heintz en 1973 publicó en Astronomical Journal sus elementos.
| Efemérides de α Com      | Efemérides de α Com | Efemérides de α Com |
| ------------------------ | ------------------- | ------------------- |
| Año                      | ang. posición       | Distancia           |
| 2004                     | 191°36              | 0”31                |
| 2006                     | 191°46              | 0”47                |
| 2008                     | 191°52              | 0”58                |
| 2010                     | 191°56              | 0”63                |
| Efemérides de Σ 1639 Com |                     |                     |
| Año                      | ang. posición       | Distancia           |
| 2004                     | 322°74              | 1”70                |
| 2006                     | 322°56              | 1”72                |
| 2008                     | 322°38              | 1”74                |
| 2010                     | 322°21              | 1”75                |
| Efemérides de 35 Com     |                     |                     |
| Año                      | ang. posición       | Distancia           |
| 2004                     | 185°36              | 1”18                |
| 2006                     | 187°01              | 1”17                |
| 2008                     | 188°64              | 1”20                |
| 2010                     | 190°23              | 1”21                |

Las estrellas variables son escasas en Coma Berenices y además que estén al alcance de instrumentos pequeños, podemos considerar a R Com  (1204+1849), en el máximo alcanza la magnitud 7,1 y en el mínimo 14,6 con un largo periodo de 362d82 y aquí estriba su inconveniente para observarla, además de su elevada magnitud en el mínimo. Es una variable tipo Mira. FS Com (1306+2237) es del tipo RRCrB o semirregular, con un periodo de 58 días, fluctuando su magnitud entre 5.3 y 6.1. AI Com (1231+2434) es una variable pulsante de periodo 5d0633 pasando de 5,23 a 5,40 magnitudes y por último UU Com o 21 Com (1231+2434), otra pulsante de periodo de 2d1953 y una oscilación luminosa de 5,41 a 5,46. Estas dos últimas están al alcance de unos prismáticos, pero muy difícil seguir su oscilación luminosa.

## Galaxias en Coma Berenices

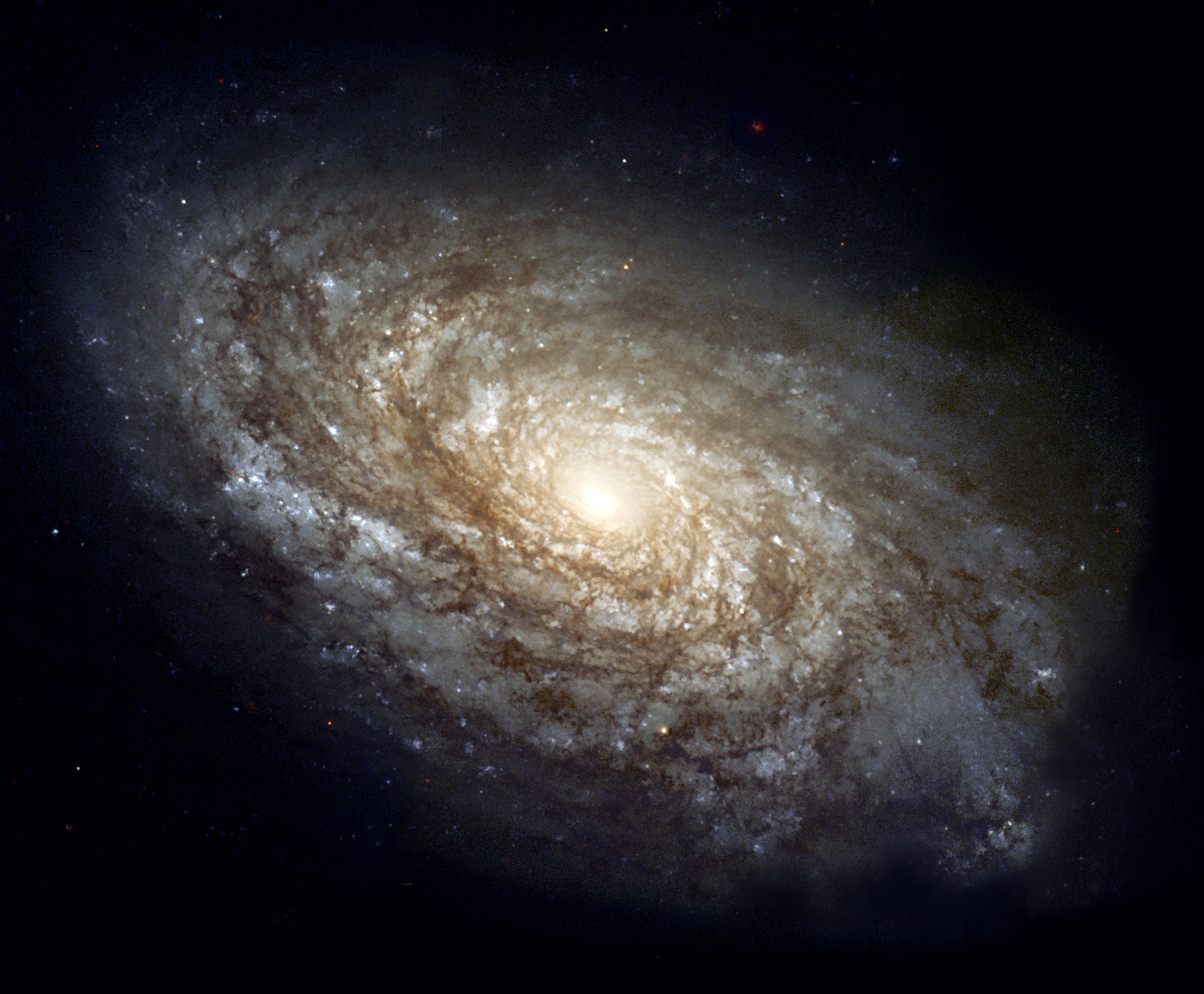
La galaxia espiral NGC 4414.

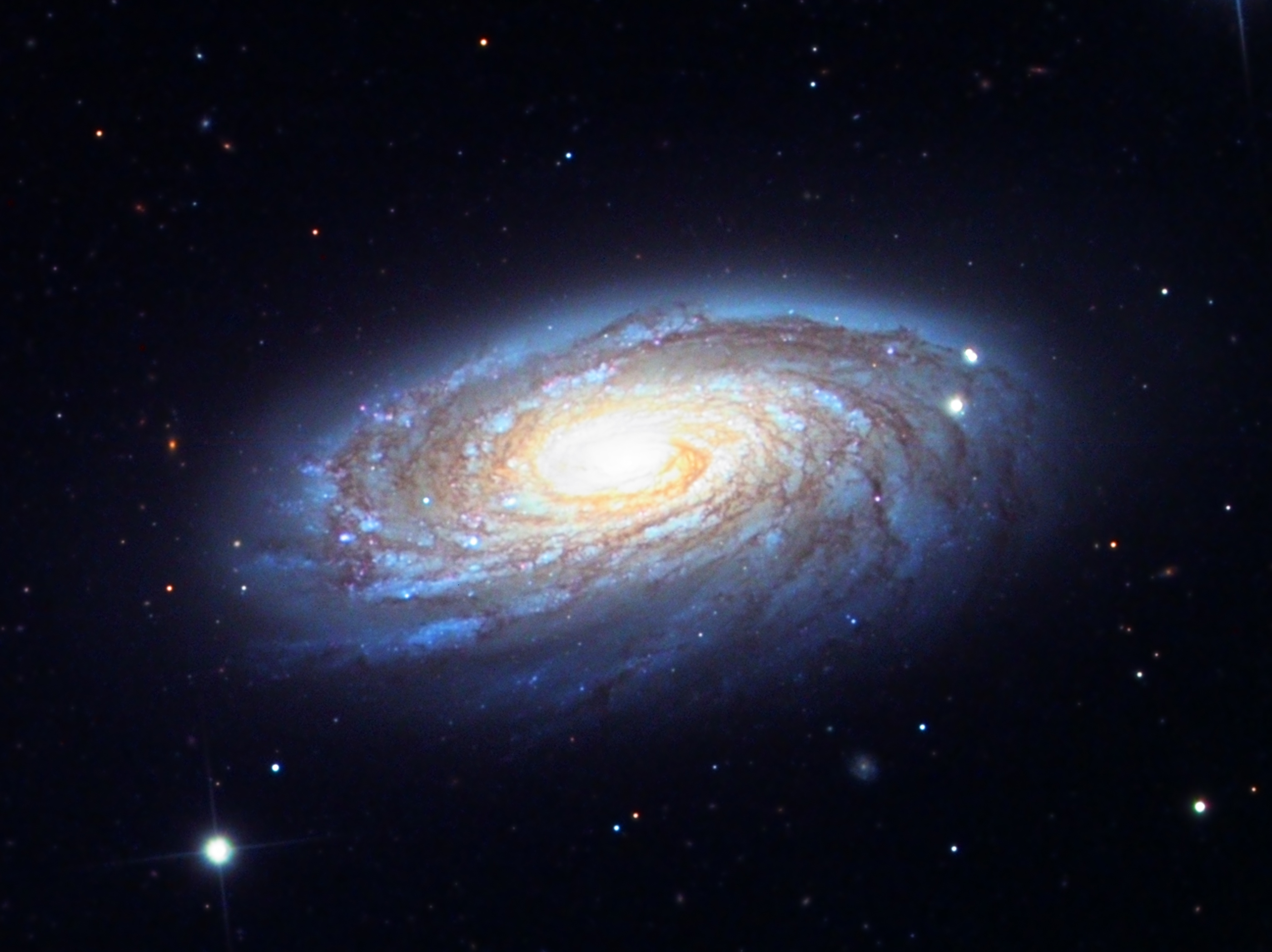
La galaxia espiral M88.

De los objetos no estelares, el número es enorme, aparecen más de un millar de galaxias en fotografías tomadas con grandes telescopios, no pocas pertenecientes al cúmulo de Virgo. De los objetos del catálogo de Messier que figuran en el mapa que está al comienzo de la página, hay que señalar que las indicadas con M60, M84, M87 y M89 no pertenecen a la constelación de coma Berenices, sino a la de Virgo.
M64 o galaxia del Ojo Negro (1257+2141), la descubrió Bode en 1779 con una magnitud 8,51 y unas dimensiones de 9,3' x 5,4' de arco, es una espiral tipo Sb. Es clásica su disposición elipsoidal, con un suave descenso luminoso del centro hacia los bordes, pero que observada con gran aumento y especialmente en fotografías, revelan una notable cantidad de materia oscura en su zona sur sobre el borde del núcleo central como si un gran cataclismo cósmico se hubiera producido allí o algún fenómeno de desintegración; no hay que olvidar que M64 en una potente radiofuente. Esta banda oscura ha sido la causa que justifica su tétrico nombre de Ojo Negro que es atribuido a esta galaxia. Se encuentra a unos 44 millones de años luz.
M85 o NGC 4382 (1225+1811) es una galaxia lenticular peculiar de magnitud 9,22 y unas dimensiones de 7,1 x 5,2' de arco. Solo con grandes telescopios y en fotografías se escudriña algunos indicios de brazos espirales. Dista de nosotros 45 millones de años luz. Su masa y dimensiones son parecidas a nuestra propia galaxia. Forma pareja con NGC 4394.
M88 o NGC 4501 (1225+1811), galaxia espiral a unos 47 millones de años luz
M91 o NGC 4548 (1235+1430), galaxia tipo SBb de 5,4 x 4,4' de arco de dimensiones y magnitud 10,19. 
M98 o NGC 4192 (1214+1454), galaxia espiral tipo Sb, descubierta por Pierre-François André Méchain (1744-1805) en 1781. De magnitud 10,13 y unas dimensiones de 9,5 x 3,2' de arco. Se presenta casi de perfil, con lo cual parece muy alargada. Dista unos 35 millones de años luz y puede que su diámetro real no sea inferior a los 80 000 años luz. Se encuentra en un grupo con NGC 4186 y Holmberg 348c. En 1976 apareció una supernova.
M99 o NGC 4254 (1219+1425) descubierta también por Méchain en el mismo año que la anterior, es de tipo Sc, con unas dimensiones de 5,4 x 4,8' de arco y magnitud 9,84. Se presenta casi de cara y es llamada el Cubo de la Rueda y dista unos 50 millones de años luz. El diámetro real sería de unos 50 000 años luz. El corrimiento al rojo es el mayor entre los miembros del cúmulo de Virgo. Su velocidad radial es de +2324 km/s.
M100 o NGC 4321 (1223+1549) galaxia espiral tipo Sc de magnitud 9,37 y unas dimensiones de 6,9 x 6,2' de arco. El núcleo es pequeño y brillante y dos brazos bien definidos. Descubierta por Méchain junto con las dos anteriores, es la espiral más grande del cúmulo de Virgo y su diámetro real puede ser mayor que 100 000 años luz, calculándose se encuentra a unos 40 millones de años luz. Sin embargo esta distancia, al igual que M99, no coincide con el corrimiento al rojo de sus rayas espectrales. Su velocidad radial es de +1543 km/s.
NGC 4414, galaxia espiral que se encuentra a 62 millones de años luz.
NGC 4450, galaxia espiral visible con telescopios de aficionado.
NGC 5053, un cúmulo globular muy pobre en metales.
Existen además más de mil galaxias pertenecientes al cúmulo de Coma, y unas 200 de ellas tienen magnitudes comprendidas en 10 y  12, que en teoría estarían al alcance de instrumentos medianamente potentes, pero sus dimensiones son tan pequeñas que prácticamente se vería con una estrella, y reseñarlas todas sería una labor interminable.